# Утинка
У́тинка (рос. Утинка) — селище у складі Тісульського округу Кемеровської області, Росія.

## Населення
Населення — 441 особа (2010; 483 у 2002).
Національний склад (станом на 2002 рік):
- росіяни — 90 %